# Jesús García López
Jesús García López (Orihuela, Alicante, 28 de junio de 1924-Murcia, 28 de enero de 2005) fue un filósofo y metafísico del siglo XX. Su trayectoria docente e investigadora estuvo marcada por su formación tomista a través del profesor Ángel González Álvarez (1916-1991) y del dominico Santiago Ramirez (1891-1967). Desde el año 1947 hasta el 2003 su vida estuvo dedicada por completo a la enseñanza. En total, más de 55 años de docencia en las Universidades de Murcia y Navarra, así como en el Instituto Teológico de Murcia.

## Biografía
Nació en Orihuela (Alicante) en 1924, donde cursó sus estudios primarios y el Bachillerato. A los dieciocho años, inició los estudios de licenciatura en Filosofía en la Universidad de Murcia y los finalizó en 1947. Tuvo como maestros a Adolfo Muñoz Alonso (1915-1974), que entonces era profesor en la Universidad de Murcia, y a Ángel González Álvarez (1916-1991), que ocupaba entonces la cátedra de Metafísica de la misma. Fue este último quien le dirigió la tesis doctoral, titulada Nuestra sabiduría racional de Dios (Madrid, 1950), y defendida en 1949 en la Universidad Complutense de Madrid.
Después de la publicación de su tesis y cuando ocupaba en Murcia la plaza de adjunto de Metafísica, que consiguió por oposición al terminar su licenciatura, escribió El conocimiento natural de Dios. Un estudio a través de Descartes y Santo Tomás. En estos dos primeros libros se plasma lo que será la línea directriz de toda su obra; el estudio de los textos de Santo Tomás de Aquino y su confrontación.
En 1957, a los treinta y tres años de edad, obtuvo por oposición la cátedra de Fundamentos de Filosofía e Historia de los Sistemas Filosóficos de la Universidad de Oviedo. Después, la permutó por la de Murcia.
En 1964, fue nombrado Profesor Ordinario de filosofía en la Universidad de Navarra. Publicó los libros Doctrina de Santo Tomás sobre la verdad. Comentarios a la Cuestión «De Veritate» y traducción castellana de la misma; El valor de la verdad y otros estudios, Estudios de metafísica tomista y El conocimiento de Dios en Descartes.
En 1976, regresó a la Universidad de Murcia. Obtuvo por Concurso de Traslado la cátedra de Lógica. Posteriormente, en 1983, obtuvo la cátedra de Metafísica de la Universidad de Sevilla y seguidamente consiguió por Traslado la misma cátedra de la Universidad de Murcia. Cinco años más tarde, por oposición, obtuvo de nuevo la misma cátedra, esta vez en la Universidad de Barcelona.
Tomás de Aquino, maestro del orden (Madrid, 1985) fue su siguiente obra. Se trata de una exposición de la filosofía de Santo Tomás de Aquino. Con ella, inicia un período de publicaciones. A esta obra le siguió El sistema de las virtudes humanas (1986).
Una de las características del pensamiento de Jesús García López es que no realiza ningún giro ni cambio a lo largo de su trayectoria. Nunca abandonó los principios filosóficos de Santo Tomás, que ya asumió en sus primeras obras. Las últimas representan un desarrollo del sistema tomista, comprendido y expuesto desde el principio.
La última obra de Jesús García López es Metafísica. Ontología, Gnoseología, Teología natural (Pamplona, 2001), preparada en su etapa como Profesor emérito de la Universidad de Murcia. Es la culminación de un proceso de estudio y reflexión de la metafísica de Santo Tomás, expresada en forma de tres manuales.
Finalmente, falleció el 28 de enero de 2005 a causa de una enfermedad.

### Premios
Su actividad filosófica ha sido premiada con distintos galardones, como el premio “Doxa” del Ateneo Filosófico de México, D. F., y Socio de Honor de la Sociedad Mexicana de Filosofía.

## Obras
Publicó un total de diecisiete libros y más de un centenar de artículos, capítulos de libros y voces de diccionarios, así como diversas traducciones, principalmente de obras de Santo Tomás de Aquino.
| Título                                                                             | Editorial                                              | Lugar    | Año   | ISBN              |
| Nuestra sabiduría racional de Dios.                                                | Universidad de Murcia, Servicio de Publicaciones       | Madrid   | 1950  | 978-84-00-01515-2 |
| El conocimiento natural de Dios. Un estudio a través de Descartes y Santo Tomás.   | Universidad de Murcia, Servicio de Publicaciones       | Murcia   | 1955. | 978-84-943430-0-1 |
| El valor de la verdad y otros estudios                                             | Gredos                                                 | Madrid   | 1965. | 978-84-249-2115-6 |
| Doctrina de Santo Tomás sobre la verdad: Comentarios a la cuestión I “De Veritate” | Eunsa                                                  | Pamplona | 1967. | 978-84-313-0099-9 |
| Estudios de metafísica tomista                                                     | Eunsa                                                  | Pamplona | 1976  | 978-84-313-0240-5 |
| El conocimiento de Dios en Descartes                                               | Eunsa                                                  | Pamplona | 1976  | 978-84-313-0225-2 |
| Los derechos humanos en Santo Tomás de Aquino                                      | Eunsa                                                  | Pamplona | 1979  | 978-84-313-0611-3 |
| Tomás de Aquino, maestro del orden                                                 | Cincel                                                 | Madrid   | 1985  | 978-84-7046-416-4 |
| El sistema de las virtudes humanas                                                 | Editora de Revistas                                    | México   | 1986. | 978-96-8428-032-8 |
| Individuo, familia y sociedad                                                      | Eunsa                                                  | Pamplona | 1990  | 978-84-313-0611-3 |
| Elementos de filosofía y cristianismo                                              | Eunsa                                                  | Pamplona | 1992. | 978-84-313-1162-9 |
| El conocimiento filosófico de Dios                                                 | Eunsa                                                  | Pamplona | 1995. | 978-84-313-1384-5 |
| Lecciones de metafísica tomista. Ontología. Nociones comunes                       | Eunsa                                                  | Pamplona | 1995  | 978-84-313-1383-8 |
| Lecciones de metafísica tomista. Gnoseología. Principios gnoseológicos básicos     | Eunsa                                                  | Pamplona | 1997  | 978-84-313-1505-4 |
| Elementos de metodología de las Ciencias                                           | Servicio de Publicaciones de la Universidad de Navarra | Pamplona | 1999  |                   |
| Fe y razón                                                                         | Servicio de Publicaciones de la Universidad de Navarra | Pamplona | 1999  | 978-84-411-0047-3 |
| Metafísica tomista. Ontología, Gnoseología y Teología Natural                      | Eunsa                                                  | Pamplona | 2001. | 978-84-313-1847-5 |
| Virtud y personalidad, según Tomás de Aquino                                       | Eunsa                                                  | Pamplona | 2003  | 978-84-313-2070-6 |

## Temas que aborda

### La verdad
Tomando pie de las palabras de Santo Tomás, «la verdad es el último fin de todo el universo», García López destaca que la verdad en sí misma es lo más «valioso y excelente»; y con respecto a la vida humana, es tan esencial que sin ella desaparecería toda vida propiamente humana.

### La libertad
El profesor García López aporta una reflexión ponderada sobre la libertad, desde una perspectiva clásica pero en diálogo con el existencialismo.

### El amor
El tratamiento del amor de García López es una prolongación de las reflexiones iniciadas sobre el tema de la libertad. Para ello, parte de un texto de Santo Tomás en el que el Aquinate aborda la definición del amor, donde se encuentra presente también la doctrina de la analogía.
En su explicación, García López retoma la distinción tomista entre amor de concupiscencia (“amor de cosa”, como lo denomina él) y amor de benevolencia (“amor de persona”) desarrollando desde esta distinción lo que sería una ética del “personalismo tomista”, donde la persona humana es considerada como fin en sí misma y revestida, por tanto, de una especial dignidad. De este modo, se puede desarrollar una “norma personalista” del amor, asentada, de nuevo, en la noción de orden.

## La perspectiva metafísica
Para él, la Metafísica viene a ser tanto una Ciencia General como una Ciencia Fundamental. Se presenta como Ciencia General cuando esclarece y justifica las nociones comunes a todas las ciencias; y se presenta como Ciencia Fundamental cuando asume la tarea de fundamentar todo el saber humano, ya sea en su dimensión lógica, como en su dimensión real. En todo caso, para García López, «la Metafísica debe ser ontoteológica», pues el tema de Dios es la cuestión más importante de modo absoluto para él.